# Csíky Dénes
Csíky Dénes (Gyergyószentmiklós, 1843 – 1929) örmény származású ügyvéd, botanikus, a róla Csíky-kertnek elnevezett dendrológiai park létrehozója. Nagyban hozzájárult a Gyergyói-medencében a gyümölcskultúra fellendüléséhez.

## Családja, iskolái
Dr. Csíky Dénes ügyvéd 1843. július 26-án Gyergyószentmiklóson született egy jómódú örmény családban. Az erdélyi örmény Csiki / Csiky  család leszármazottja. 
Elemi iskoláit szülővárosában végezte. Ezután a csíksomlyói Collegiumban tanult, és később Kolozsváron végezte ügyvédi tanulmányait. Nagyon szerette a természetet, azon belül is megszállottja volt a növénytannak.

## Munkássága
Megtetszett neki a későbbi Csíky-kert területe, majd az örökségből megvásárolta azt. A kinézett hely közéleben feküdt a környék legkedveltebb forrása, a Filep kútja. Ma is áll, rajta egy 1884-es keltezésű tábla, ami ezt hirdeti: „Ezen helyet kertté alakította Csiky Dénes”.
1884-ben fogott neki a terület beültetésének, amivel végül 1909–1910-ben lett kész. Sok tájidegen gyümölcsfát is meghonosított, ezzel megmutatva a helyieknek, hogy a vidéken lehetséges a gyümölcstermesztés. Összesen 185 fafajtát honosított meg, de sajnos ezek jegyzéke napjainkra már nem maradt fenn.
Eredetileg a fákat úgy ültették, hogy az őszi és tavaszi időszakban a különböző színű lombhullatók kirajzolták Csíky Dénes monogramját. A fák cserélődése miatt ez a jel napjainkban már nem látható.
Később a 20 hektáros arborétumot Gyergyószentmiklós városnak adományozta, de sok idő telt el addig, amíg teljesen a település tulajdonába került. Ez idő alatt a park állapota folyamatosan romlott, így az értéke is csökkent.
Mivel érdeklődési köre a mezőgazdaságra s ezen belül a növénytermesztésre is kiterjedt, így „lelkes híve lett annak a mozgalomnak, mely a gyümölcsfák nemesítését és a Gyergyói-medencében való meghonosítását tűzte ki célul”.

## Sírhelye
Budapest, X. kerület, Kozma utca 8. A Rákoskeresztúri új köztemető, 145. parcella középső részén.

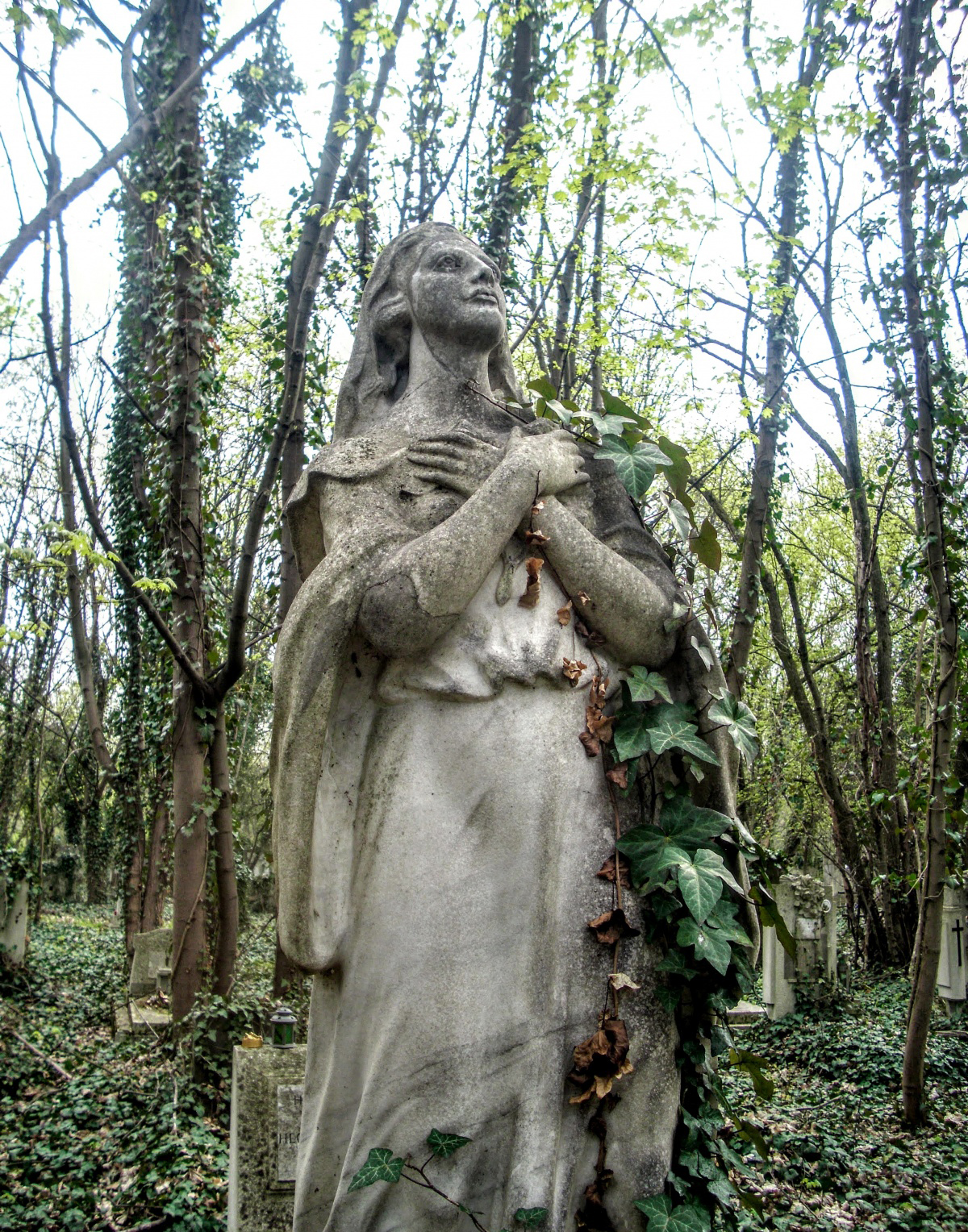
Csiky-síremlék Budapesten.

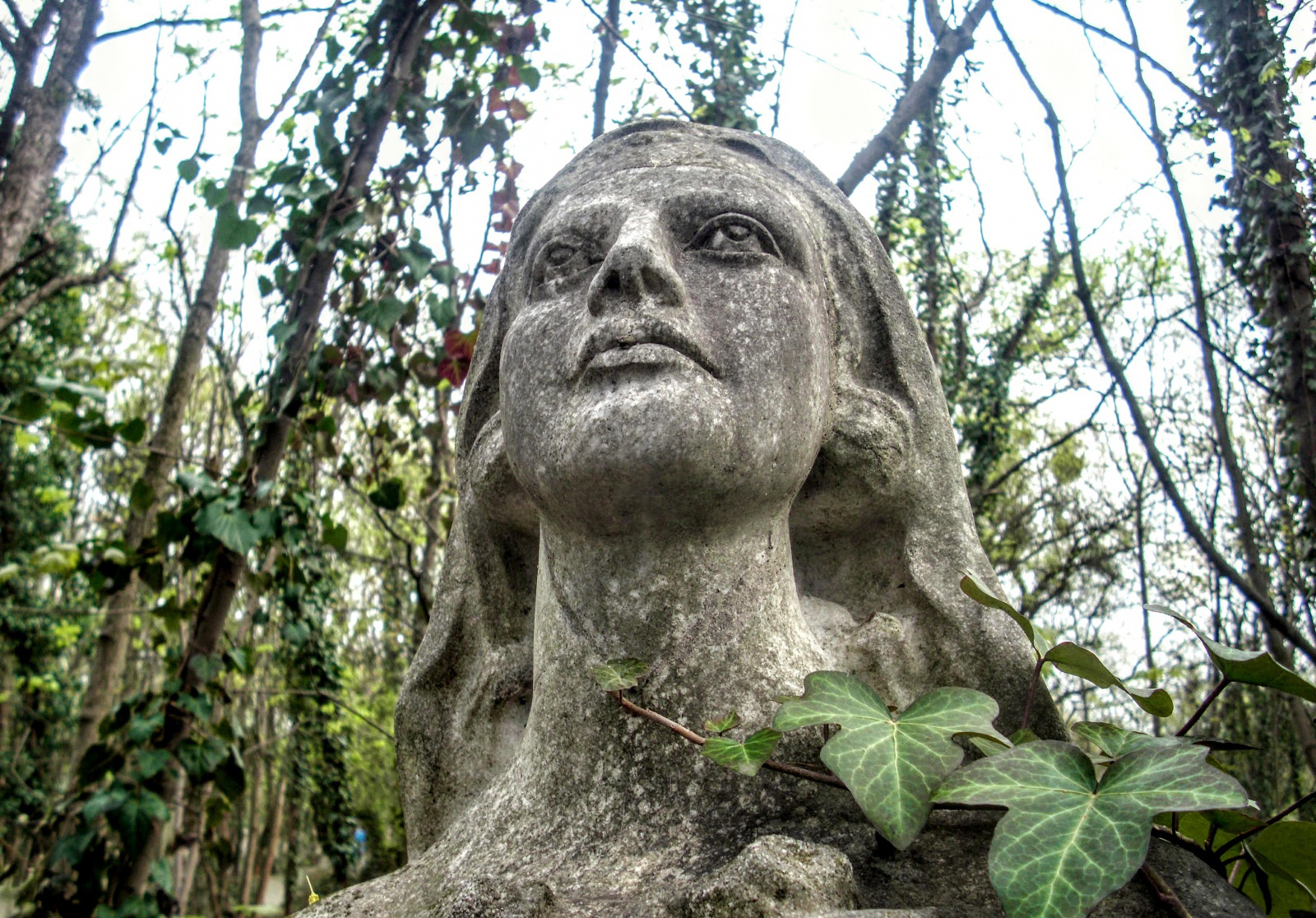
Csiky-síremlék Budapesten.

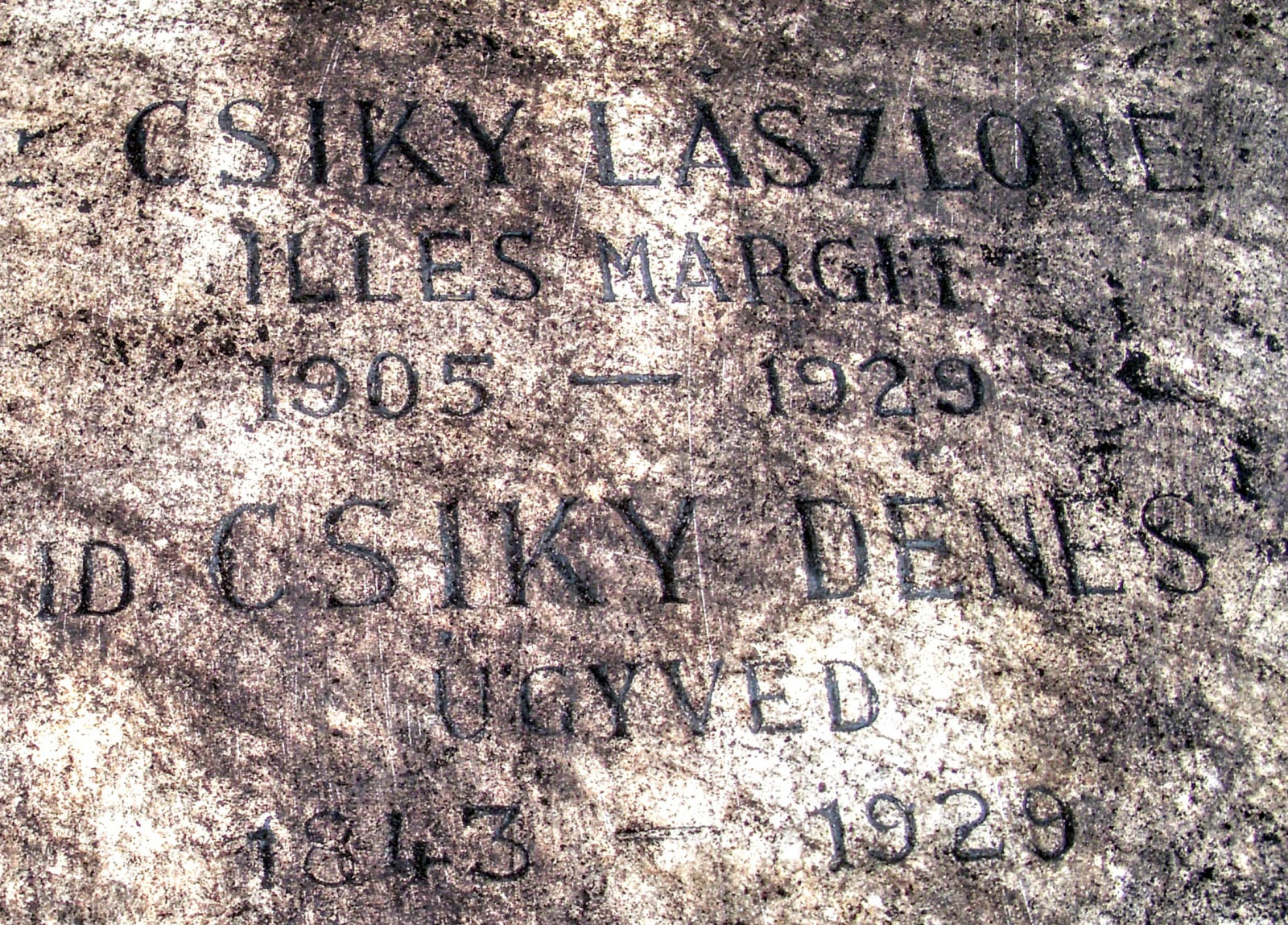
Csiky-síremlék Budapesten.

Az alkotó Siklódy Lőrinc szobrász.(1876-1945).